# ウィリアム・フィッツモーリス (第2代ケリー伯爵)
第2代ケリー伯爵ウィリアム・フィッツモーリス（英語: William FitzMaurice, 2nd Earl of Kerry PC (Ire)、1694年3月2日（洗礼日） – 1747年4月4日）は、アイルランド貴族、イギリス陸軍軍人。

## 生涯
初代ケリー伯爵トマス・フィッツモーリスとアン・ペティの長男として生まれ、1694年3月2日に洗礼を受けた。
1730年、エリザベス・リーソン（Elizabeth Leeson、1736年2月29日没）と結婚したが、2人の間に子供はいなかった。エリザベスが死去した後の1738年6月29日に第4代カヴァン伯爵リチャード・ランバートの娘ガートルード（Gertrude、1775年10月没）と再婚、1男1女をもうけた。
- フランシス（英語版）（1740年 – 1818年） - 第3代ケリー伯爵
- アンナ・マリア - 1764年6月10日、第16代ケリー騎士爵モーリス・フィッツジェラルド（英語版）と結婚

1741年3月16日に父が死去すると、ケリー伯爵の爵位を継承した。その後、ロス城総督、コールドストリームガーズの大佐、アイルランド枢密院の枢密顧問官、ケリー首席治安判事（任期：1746年 – 1747年）を歴任した。
1747年4月4日に死去、息子フランシスが爵位を継承した。